# Капанеле (Гросето)
Капанеле је насеље у Италији у округу Гросето, региону Тоскана.
Према процени из 2011. у насељу је живело 49 становника. Насеље се налази на надморској висини од 666 м.